# 모이즈 폴리도르 밀로
모이즈 폴리도르 밀로(Moïse Polydore Millaud, 1813년 8월 27일 – 1871년 10월 13일)는 언론인, 은행가, 기업가로, 한때 프랑스 최고의 신문이었던 르 프티 주르날을 창간했다.

## 가족 관계
밀로는 보르도에서 펠리시티(본명 벨롱)와 야수다 밀로 1세(1769년 릴쉬르라소르그 출생 – 1865년 파리 사망) 사이에서 태어났다. 그들은 원래 교황령 출신의 유대인 상인으로, 처음에는 말을 팔았다.
독학으로 법정 서기가 된 그는 1833년 보르도에서 첫 신문인 르 뤼탱을 창간했다. 모이즈는 밀로의 아나그램인 두알림이라는 필명으로 기사를 썼다. 그의 아들은 언론인, 작가, 극작가인 알베르 밀로이다. 그의 딸 블랑슈는 주르날 데 부아야쥐르의 편집자 조르주 실바의 아내였다.

## 경력 - 은행 및 언론
1836년, 모이즈 밀로는 파리로 이주하여 극장 문 앞에서만 판매되는 최초의 신문인 르 가맹 드 파리와 금융 전문 신문인 르 네고시아퇴르를 창간했다.
1839년, 그는 월요일에 발행되는 법률 관보인 로디앙스를 창간했고, 1848년에는 나폴레옹 3세를 지지하는 라 리베르테를 창간했다.
1848년 밀로는 동료 은행가 쥘 미레와 협력했다. 그들은 "르 콩세이에 뒤 푀플" 신문을 창간하고, 두 개의 은행 기관을 설립했다. 1848년 10월에는 르 주르날 데 슈맹 드 페르를 인수하여 주르날 데 부아야쥐르로 개명했는데, 이는 금융 및 투기 분야에서 영향력 있는 매체가 되었다. 이후 카이스 데 작시옹 레위니와 카이스 데 슈맹 드 페르가 합병하여 크레디 모빌리에가 되었고, 1853년 미레와 밀로는 각각 300만 프랑의 수익을 올렸다.
1854년 그는 파리의 토지를 개발하기 위한 부동산 회사를 설립하여 부를 쌓았다. 그는 또한 르 도크 신문을 인수하여 르 주르날 데 작시오네르(주주)로 개명하고, 2,500만 프랑의 자본금으로 카이스 제네랄 데 작시오네르(주주 은행)를 설립하여 자신의 은행 활동을 홍보했다.
또한 1854년, 밀로는 에밀 드 지라르댕으로부터 라 프레스의 권리를 사들였고, 1856년과 1857년 내내 자신의 생조르주 거리 호텔에서 언론인 및 기타 영향력 있는 사람들을 위해 호화로운 연회를 주최했다. 1857년 2월 그는 공쿠르 형제를 위한 연회를 주최했지만, 그해 말 재정적인 어려움에 직면하여 신문을 펠릭스 솔라에게 팔았다.
1854년, 그는 형 조제프의 아들인 조카 알퐁스(1829년 6월 11일 무리예 출생)를 영입하여 라 프레스와 르 주르날 데 작시오네르에서 일하게 했다.
1863년, 그의 역작은 베스트셀러 신문인 르 프티 주르날의 창간이었고, 이는 그의 조카 알퐁스가 관리했다. 그는 이폴리트 드 빌므상에게 "우리는 어리석을 용기를 가져야 한다"고 털어놓았다.
1864년, 그는 르 주르날 일뤼스트레를 창간했고 1865년 10월에는 르 솔레이를 창간했다. 그는 또한 르 주르날 리테레르(문학 저널)와 르 주르날 폴리티크 드 라 스멘(정치 주간지)을 창간했다.

## 극작가
1859년, 그는 팔레루아얄 극장에서 루이프랑수아 니콜라이와 함께 프라스카티와 클레르빌이라는 필명으로 쓴 3막 보드빌 희곡 "나의 조카와 나의 곰(Ma nièce et mon ours)"을 제작했다.

## 재정적 어려움
밀로는 1860년 나소 철도와 1861년 주주 기금 스캔들을 포함한 수많은 금융 스캔들에 연루되었다. 그의 조카 알퐁스는 르 프티 주르날의 사기성 파트너십을 통해 삼촌의 빚을 갚으려 했는데, 이 파트너십은 각각 500프랑짜리 4000주로 200만 프랑 가치였으나 10만 프랑으로 평가되었다. 알퐁스는 1875년 6월 13일 유죄 판결을 받았다.
밀로 사망 후, 그의 아들 알베르, 조카 알퐁스와 그의 아들이 르 프티 주르날을 인수했지만, 재정 문제로 인해 에밀 드 지라르댕이 경영권을 다시 맡게 되었다.

## 신문 목록
- 르 뤼탱 (난장이)
- 르 가맹 드 파리, 1835
- 르 글라뇌르 (이삭 줍는 사람) 1836
- 르 네고시아퇴르 (협상가), 1838
- 로디앙스 (청중), 1839
- 라 리베르테 (자유), 1848
- 르 주르날 데 슈맹 드 페르 (철도 저널) 1848, 이전 명칭 르 도크
- 르 콩세이에 뒤 푀플 (인민 의원), 1848
- 르 주르날 데 작시오네르 (주주 저널), 1856
- 라 프레스 (언론), 1857
- 르 프티 주르날, 1863
- 르 주르날 일뤼스트레 (삽화 저널), 1864
- 르 솔레이 (태양), 1865
- 르 주르날 리테레르 (문학 저널)
- 르 주르날 폴리티크 드 라 스멘 (정치 주간지)

### 기타 자료
- The Universe Jewish newspaper conservative principles of Judaism, 1865, p. 197.
- Origins: memories and stories of Frédéric Mistral Nourishes Plon, Paris, c. IX: The Republic of 1848.
- Georges Duchêne, Speculation court: theory and practice of speculation, Central Library, 1867.
- Google Books - The Trial of Madame Caillaux By Edward Berenson - Profile of Moses Millaud and Le Petit Journal

### 참고 문헌
- Cavignac Jean, Bordeaux Dictionary of Judaism in the eighteenth and nineteenth centuries biographies, Departmental * * Archives of Gironde, 1987
- Gustave Vapereau, Universal Dictionary of Contemporary, Hachette 1862
- La Grande, Encyclopédie; Nouveau Larousse Illustré. - credited by The Jewish Encyclopedia